# Indianapolis Zoo

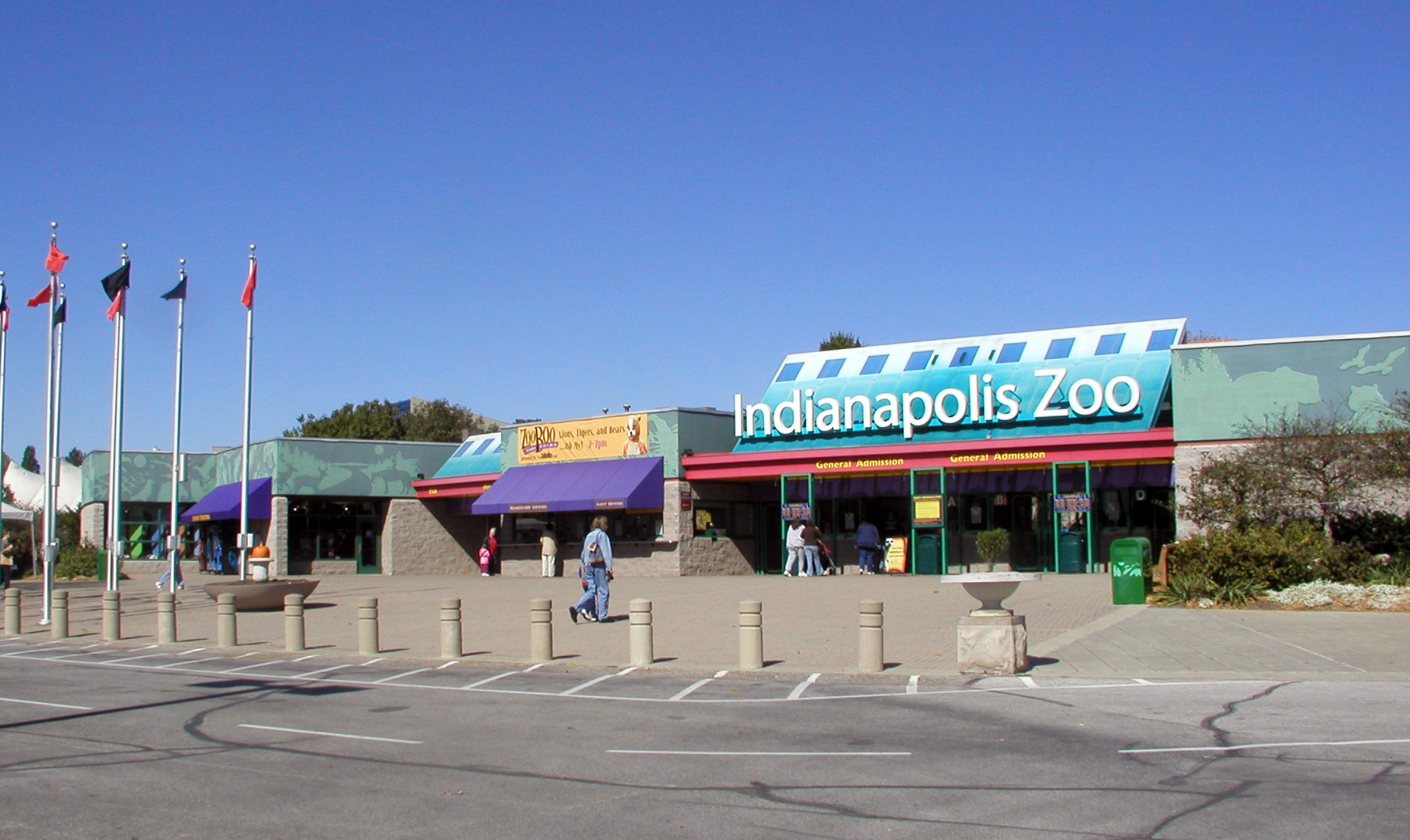
Ingang van de Indianapolis Zoo

De Indianapolis Zoo is een dierentuin in de Amerikaanse stad Indianapolis. De dierentuin opende zijn deuren in 1964 en is sinds 1988 gehuisvest in het White River State Park.
De Indianapolis Zoo kent een jaarlijks bezoekersaantal van zo'n 1,4 miljoen mensen en huisvest 360 verschillende diersoorten. De dierentuin is ingedeeld in verschillende zones die elk een bepaalde streek vertegenwoordigen zoals Gematigde en tropische bossen, woestijn, savannes enzovoorts. In het Encounters Diome kunnen bezoekers dichter bij dieren komen en ze ook aanraken in plaats van alleen maar bekijken. De Indianapolis Zoo kent ook een dolfinarium en botanische tuinen. De dierentuin is aangesloten bij de Association of Zoos and Aquariums, een Amerikaanse non-profitorganisatie van dierentuinen en publieke aquaria. Tevens is de dierentuin aangesloten bij de International Association of Butterfly Exhibitors and Suppliers, een internationale organisatie die zich richt op de promotie van vlindertuinen.
Naast de functie van toeristische attractie zet de Indianapolis Zoo zich ook in voor projecten die natuurbescherming tot doel hebben. Het was de eerste dierentuin in de wereld waar een Afrikaanse olifant met succes via kunstmatige inseminatie werd geboren.